# Lepidochitona turtoni
Lepidochitona turtoni är en blötdjursart som först beskrevs av Edwin Ashby 1928.  Lepidochitona turtoni ingår i släktet Lepidochitona och familjen Ischnochitonidae. Inga underarter finns listade i Catalogue of Life.